# Gåstjärnen (Särna socken, Dalarna)
Gåstjärnen är en sjö i Älvdalens kommun i Dalarna och ingår i Dalälvens huvudavrinningsområde.